# جیمز مارکوس (بازیگر انگلیسی)
جیمز مارکوس (انگلیسی: James Marcus) که در ۲۳ ژوئن ۱۹۴۲ با نام برایان تی. جیمز (انگلیسی: Brian T. James) زاده شد، بازیگر بریتانیایی است. او بیشتر برای بازی در نقش جرجی، یکی از رفقا (در سیاق ندست: droogs) در فیلم جنجالی استنلی کوبریک، پرتقال کوکی (۱۹۷۱) شناخته شده‌است. نخستین حضور او در تلویزیون در برنامه بی‌بی‌سی سلام، شب خوش و خوش آمدید (۱۹۶۸؛ انگلیسی: Hello, Good Evening and Welcome) بود. همچنین در فیلم کمدی جنگی سربازان باکره (۱۹۶۹) نقشی به او داده شد.
در سال ۱۹۷۰ کوبریک شروع به برقراری ارتباط با این هنرپیشه جوان برای یک تست بازیگری برای پروژه آتی خود، اقتباسی از رمان آنتونی برجس پرتقال کوکی کرد. جدای از صحنه‌های مبارزه او، کوبریک همچنین تحت تأثیر سلوک تیره جیمز قرار گرفت و این باعث شد که نقش را به‌دست آورد. در طول فیلمبرداری، کوبریک جیمز را «بسیار حرفه‌ای» توصیف نمود. از دیگر فیلم‌های او می‌توان اسب آهنین و در آریزونای قدیم را نام برد.